# タニガワナマズ

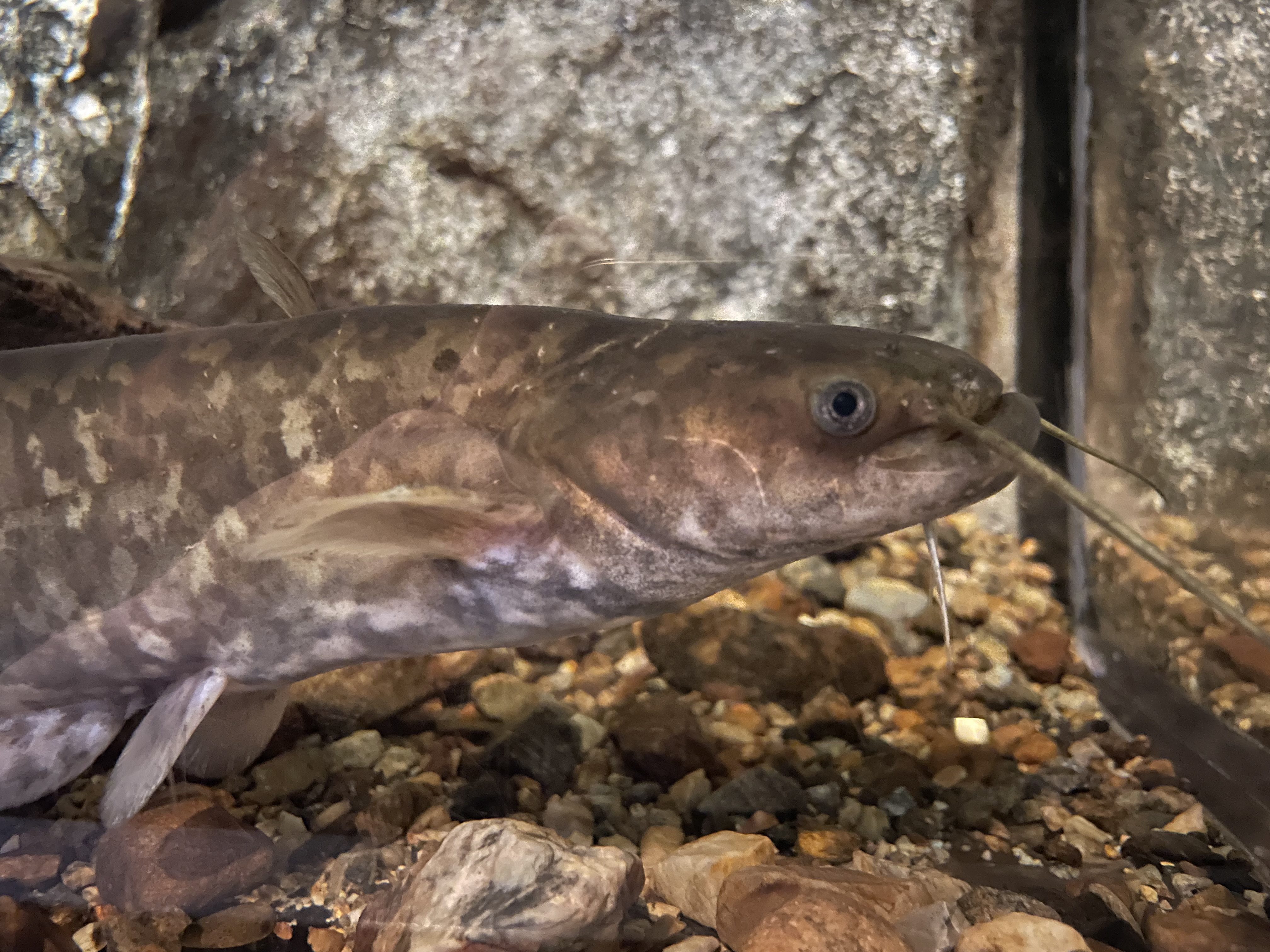
頭部

タニガワナマズ(Silurus tomodai)は、条鰭綱ナマズ目ナマズ科ナマズ属に分類される魚類。

## 分布
日本（愛知県、岐阜県、静岡県、長野県、三重県）。新潟県での生息の可能性が指摘されている。

## 形態
体長13.2 - 51.4センチメートル。体型は細い。頭長は短く、体長の18.5 - 21.2 %。頭部腹面に暗色斑が入る。

上顎の歯帯が、2つに分かれる。歯は小型。下顎のひげはほかの日本産ナマズ科より長い。下顎は突出し受け口となる。背鰭条数はビワコオオナマズが5 - 6なのに対し、イワトコナマズやナマズと同様の4 - 5、臀鰭条数は77 - 84、鰓耙数はイワトコナマズと同様の9 - 11、脊椎骨数は62 - 65。
卵は黄色。

## 生態
小魚や水生昆虫を食すと考えられる。山間部の河川中上流部の岩場に生息し、岩盤や石の隙間などに潜む。

## 分類
2016年に発表されたミトコンドリアDNA16S rRNA・COI・ND5・シトクロムb・コントロール領域の分子系統推定から、中部地方のナマズ個体群内にイワトコナマズと単系統群を形成する系統が含まれるという解析結果が得られていた。